# Ricardo Tejero Magro
Ricardo Tejero Magro, född cirka 1926, död 19 februari 1985, var en spansk bankchef inom Banco Central som mördades av ETA 1985 vid 58 års ålder.